# Muzułmański Cmentarz Tatarski

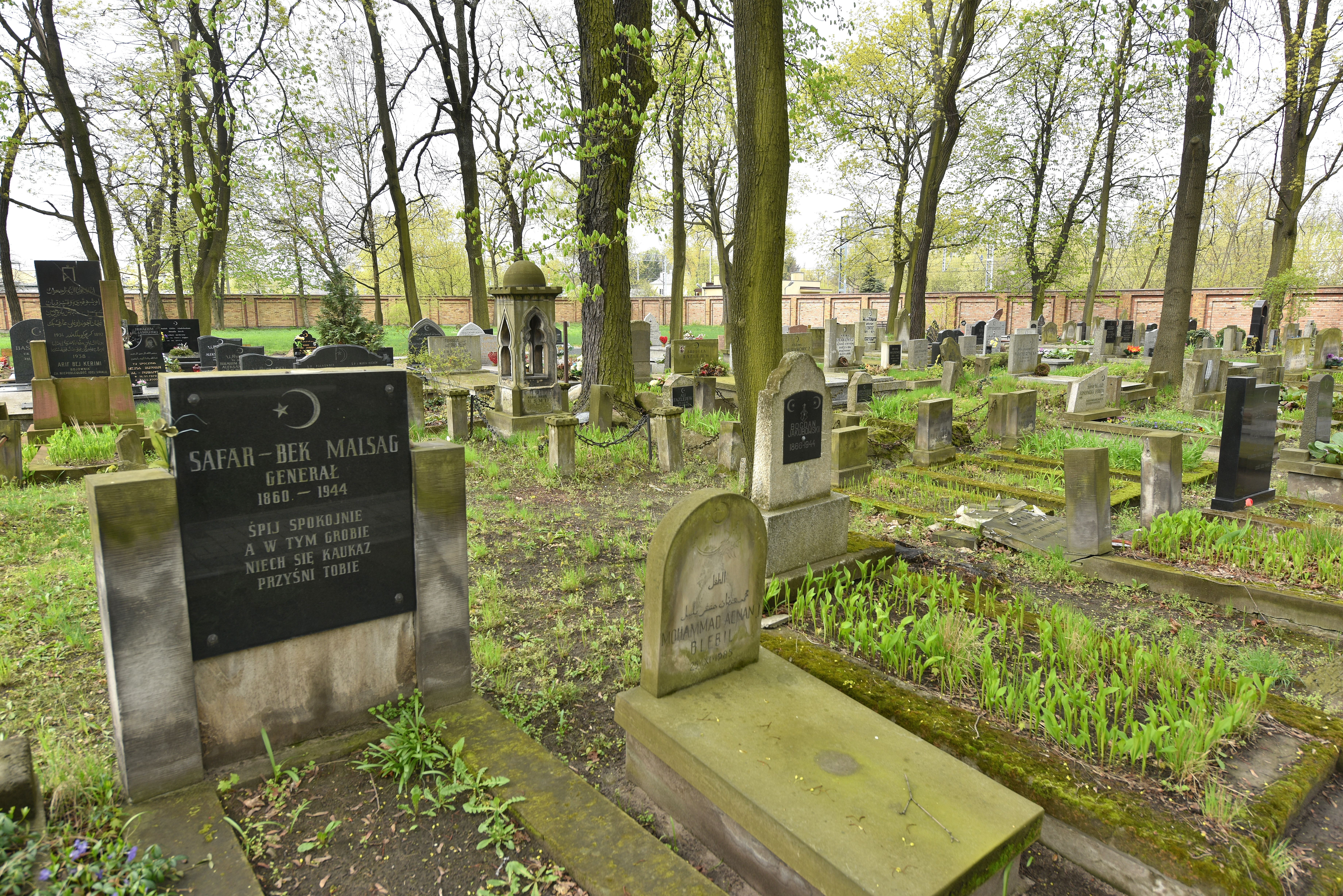
Nagrobki na cmentarzu, po lewej grób Safar-Beka Malsaga

Muzułmański Cmentarz Tatarski – zabytkowy mizar znajdujący się przy ul. Tatarskiej 8 w dzielnicy Wola w Warszawie.
W lipcu 2014 cmentarz, razem z pięcioma innymi nekropoliami tworzącymi zespół zabytkowych cmentarzy wyznaniowych na Powązkach, został uznany za pomnik historii.

## Historia
Muzułmański Cmentarz Tatarski został założony w 1867 po zamknięciu z powodu zapełnienia Muzułmańskiego Cmentarza Kaukaskiego przy ul. Młynarskiej, z inicjatywy warszawskiego imama Seifetdina Chosianowa Sinnajewa.
Pierwotnie miał powierzchnię około 0,5 ha, zaś obecnie zajmuje około 1 ha.
Początkowo byli na nim chowani głównie muzułmańscy żołnierze armii rosyjskiej stacjonujący w Warszawie. Później zaczęto grzebać tu innych muzułmanów. Jest on miejscem spoczynku polskich Tatarów, głównie wywodzących się z obszaru Wielkiego Księstwa Litewskiego. Jeszcze pod koniec XIX w. cmentarz podzielony był na część dla bogatszych (na prawo od wejścia) i część dla biedniejszych (na lewo od wejścia). Potem ten podział zarzucono z inicjatywy warszawskiego imama. Podczas I wojny światowej spoczęli tu zmarli w niemieckiej niewoli żołnierze rosyjscy wyznający islam. Cmentarz został zniszczony przez Niemców podczas II wojny światowej (w 1942 na teren cmentarza wjechały niemieckie czołgi i inne pojazdy pancerne kryjąc się przed radzieckim nalotem, w 1944 w rejonie Powązek trwały zacięte walki w czasie powstania warszawskiego).
Najstarsze zachowane nagrobki znajdują się obecnie na lewo od wejścia, przed budynkiem administracyjnym.
W 1984 nekropolia została wpisana do rejestru zabytków.

## Pochowani (m.in.)
- Aleksander Achmatowicz (zm. 1944) – prawnik, minister sprawiedliwości w rządach Krymu i Litwy Środkowej, senator II RP.
- Osman Achmatowicz (zm. 1988) – chemik, profesor Uniwersytetu Warszawskiego, prezes Komitetu Budowy Meczetu w Warszawie.
- Konstanty Bajraszewski (zm. 1955) – adwokat.
- Mounir Bouamrane (zm. 2004) – montażysta dźwięku i obrazu pochodzenia algierskiego.
- Jerzy Edigey (zm. 1983) – adwokat, działacz społeczny, autor powieści kryminalnych.
- Bekier Eksanow (zm. 1974) – imam warszawski.
- Zeryf Eksanow (zm. 1951) – imam warszawski.
- Hussein Mohamed Hassan (zm. 2020) – doktor nauk medycznych, konsul honorowy RP w Sudanie[5][6].
- Veli bek Jedigar (zm. 1971) – książę Azerbejdżanu, oficer kawalerii WP.
- Israfil Bek Jedigar (zm. 1938) – major Wojska Polskiego.
- Aleksander Jeljaszewicz (zm. 1978) – major WP, ostatni dowódca szwadronu tatarskiego w 13 Pułku Ułanów Wileńskich, kawaler Orderu Virtuti Militari.
- Zenon Kryczyński (zm. 1953) – pułkownik WP.
- Safar-Bek Malsag (zm. 1944) – generał.
- Konstanty Murza-Murzicz (zm. 1953) – prawnik, sędzia, pracownik Naczelnej Dyrekcji Archiwów Państwowych.
- Rustym Murza-Murzicz (zm. 1980) – lekarz weterynarii, oficer szwadronu tatarskiego w 13 Pułku Ułanów Wileńskich, kawaler Orderu Virtuti Militari.
- Bekir Rodkiewicz (zm. 1987) – imam gorzowski.
- Jakub Romanowicz(inne języki) (zm. 1964) – międzywojenny zastępca muftiego RP.
- Selim Safarewicz (zm. 1955) – imam nowogródzki i wrocławski.
- Nedal Abu Tabaq (zm. 2020) – polski lekarz i duchowny muzułmański pochodzenia palestyńskiego, mufti Ligi Muzułmańskiej w Rzeczypospolitej Polskiej, stały mediator sądowy przy Sądzie Okręgowym w Lublinie.
- Hassan Al-Zubaidi (zm. 2013) – przedsiębiorca[7].

### Groby symboliczne
- Ali Woronowicz(inne języki) (zm. 1941) – imam 1 Szwadronu Tatarskiego w 13 Pułku Ułanów Wileńskich.